# Бортсурманы
Бортсурманы — село в Пильнинском районе Нижегородской области. Административный центр Бортсурманского сельсовета.
Расположено на реке Ялма (приток Суры) в 19 км к северу от Пильны и в 135 км от Нижнего Новгорода.

## Население
| 2002 | 2010 |
| ---- | ---- |
| 595  | ↘573 |

В 1900 году в 168 дворах жило: 595 м. и 598 ж.;

### Известные жители
1. Алексий Бортсурманский — святой Русской православной церкви, священник Успенской церкви
2. Воскресенский, Михаил Григорьевич — священник Русской православной церкви, в 2000 году включён в Собор новомучеников и исповедников Российских

## История
По сохранившимся преданиям можно предполагать, что село возникло более четырехсот лет тому назад. Среди дремучих лесов в конце XVI века возникает небольшое татарское поселение на месте, где располагалось здание старой средней школы и близлежащие дома. Сохранившиеся остатки могил (вещи, кости, оружие, украшения) дают предположения, что здесь находилось татарское кладбище. Поселение находилось на реке Ялма, название которой переводится с татарского «яблоко», что даёт дополнительный повод предполагать наличие татарских поселений в этой местности. С усилением русского государства власть Москвы стала распространяться на Восток. Границей русских земель на востоке становится река Сура. В 1552 году с захватом г. Казани закончилось присоединение всего Казанского ханства к Московскому государству. Царь Иван Грозный вновь завоеванные земли дарил своим приближенным — дворянам, помещикам, которые на эти земли стали завозить крепостных крестьян. Так на месте татарского поселения возникает небольшая русская деревушка с названием Старо-Никольское, окруженная дремучими лесами, рекой и многочисленными озерами. А это давало возможность населению заниматься охотой, рыбной ловлей, сбором меда диких пчел. Позднее жители деревни Старо-Никольское стали распахивать пустоши под посевы, а когда земледелие стало их главной задачей, сносят и раскорчевывают леса, увеличивая запашку. Неотъемлемой частью земледелия становится занятие крестьян разведением скота.
С годами население росло, и уже к середине XVII века деревня Старо-Никольское стала насчитывать несколько десятков домов. В XVIII веке переименована в Бортсурманы. К Бортсурманам, как к центру волости, принадлежали Козловка, Ягодное, Рословка (или Никольское), Рыхловка, Арьевка (или Малавка). По последней десятой ревизии (1858 год) в Бортсурманах было 90 дворов и 700 жителей, из которых 340 мужчин и 360 женщин. В это число входило 18 человек «духовных лиц» и придворная. Один из отрядов Разина, возглавляемый Максимом Кривоносом, проплывал на лодке вверх по Суре, которая в то время протекала на месте современного озера Барабанское. Бунтовщики, проплывая мимо населенных пунктов, расположенных рядом с рекой, били в барабаны, призывая местное население присоединиться к ним. Битье в барабаны как память об этом событии позднее нашло свое отражение в названии озера «Барабанское».
В конце XVII века местное население, кроме земледелия и скотоводства, занимается ремеслами. Излишки сельскохозяйственных продуктов и ремесленные изделия местные крестьяне продают в городе-крепости Курмыше, построенном еще в 1372 г., как опорный пункт против ханской Казани. Продажа собственных продуктов вызывалась необходимостью уплаты оброка помещикам. На грани XVII—XVIII веков происходит такое важное событие, как перенесение деревянной церкви из сельца Рословки в Старо-Никольское, после сего деревня стала называться селом. После подавления бунта Пугачева село было поделено между помещиками Пазухиными, Шипиловыми, Литвиновыми.
Во второй половине XVIII века в селе вместо деревянной была построена каменная Успенская церковь, здание которой (кроме двух приделов, построенных позднее) сохранилось до настоящего времени. Храм каменный, построен в 1789 году помещиком Петром Петровичем Пазухиным. Престолов в нем три: главный (холодный) — в честь Успения Пресвятые Богородицы и в приделах (теплый) один — во имя Святителя и Чудотворца Николая, а другой — во имя Святителя Иоанна Златоустого.

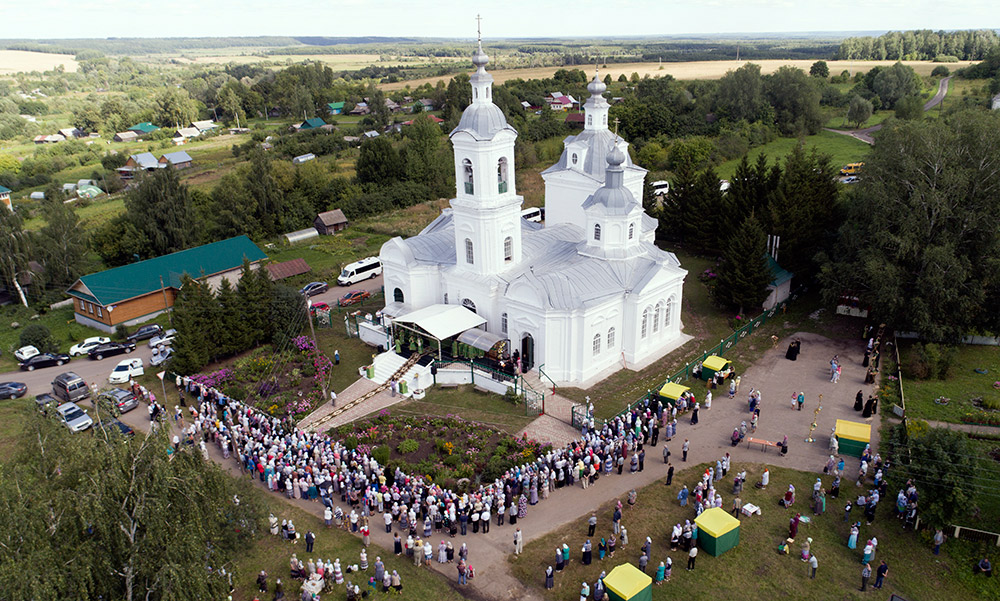
Бортсурманы

Население села Бортсурманы росло. Жизнь крестьянства не была легкой. Мужское население, годное для службы, забиралось в армию. В солдатах служили по 25 лет. Зачастую служба в армии зависела от местного помещика. Распространена была замена одного рекрута другим по согласию и желанию другого. За это первый, вместо которого нанимался второй (он с этого времени назывался «наемником»), обязан был в течение одного года (перед призывом) содержать «наемника», то есть одевать, обувать, кормить и т. д. Крепостным крестьянам приходилось подчиняться воле помещика. Случалось, что староста подходил к окну дома, стуком палки вызывал хозяина и ставил его в известность о выдаче его дочери замуж за 40-50 км за совсем незнакомого человека. «Так повелел барин».
До конца XIX века школы в Бортсурманах не было, и учились у священника. При наличии большого количества плодородной земли, тучных лугов и пастбищ крестьяне находились в большой зависимости от помещиков вплоть до Октябрьского переворота 1917 года. Дело в том, что из 3002 десятин крестьянам принадлежало 962 десятины, а большая часть земли, притом лучшей, принадлежала помещикам и частично церкви. Церкви (духовенству) принадлежало 33 десятины и 2007 десятин — помещикам, в том числе Пазухиным — 1012, Шипиловым — 515 и Пантусовым — 480 десятин. В общий крестьянский надел входило 214 десятин лугов и 20 десятин выгона.
В Бортсурманах было пять мельниц, из них три крестьянские и две помещичьи. В имении Шипиловых функционировал конный завод, а в Козловке — кирпичный, производительность до одного миллиона штук в год.
Весной 1918 года в селе установилась советская власть. Крестьяне свергли помещиков Пазухина и Шипилова. Дом Пазухина был сожжен, а Шипилова передан под школу.
Осенью 1918 года войска Колчака подходили к Канашу, вспыхнуло контрреволюционное восстание, которое было подавлено одним из отрядов Красной Армии во главе с атаманом Гариным. 18 сельчан, якобы причастных к мятежу, были расстреляны.
В 1951 или 1952 г. по решению общих собраний колхозников произошло объединение пяти колхозов: «Оборона страны», «Большевик», «Красная горка № 2», «Защита революции» и «14 лет Октября» в один колхоз «Оборона страны», в настоящее время СПК «Оборона страны».
В середине 60х, когда председателем был Пётр Максимович Чернов, в селе разворачивается грандиозное строительство — строятся кирпичный завод и механизированный ток. Затем занялись благоустройством села — за короткое время появляются 10 кирпичных двух этажных домов, угольная котельная, кирпичное здания правления села, в котором находятся столовая и дом культуры, зал которого рассчитан на 500 мест. Затем строятся двухэтажные здания школы и детского сада. В середине 70х строится вторая часть пгт, а это ещё 13 двухэтажных домов. В 80х появляется швейный цех.
В 2004 в село проводят природный газ.
В настоящее время СПК «Оборона страны» занимается производством и реализацией продукции сельского хозяйства. Основными отраслями деятельности являются растениеводство и животноводство. Выращивают зерновые и зернобобовые культуры: пшеница яровая, пшеница озимая, рожь, ячмень, овес, кукуруза, горох. В СПК также производится продукция животноводства: молоко, мясо крупного рогатого скота
В СПК «Оборона страны» валовое производство молока в 2009 году составляет 38422 ц, что больше, чем в 2001 году на 30707 ц. Объем производства молока возрос вследствие увеличения поголовья молочного стада более чем в четыре раза, со 155 голов в 2001 год до 664 головы в 2009 году, а также за счет увеличения молочной продуктивности 1 коровы с 4977 кг до 5786 к.
Численность персонала предприятия на 2013 год — 162 человека.
На 2022 год в селе функционируют средняя школа, детский сад,ФАП, аптека, почта, библиотека, дом культуры и пять магазинов.

## Известные жители
- Святой праведный Алексий Бортсуманский
- Священномученик Михаил Воскресенский

## Версии происхождения названия
1. Из альманаха «Материалы для истории. Выпуск 3 за 1866 год»: «Со второй половины XVI века, водворение русских в пределах Симбирской губернии делается заметнее. Еще в царствование Ивана Грозного возник Алатырь, а из него на Суру начали высылаться наблюдательные разъезды. Таким образом поселение русских в Бортсурманах можно отнести к последней колонизации; только недовольные их приходом татары стали было теснить их. Первые русские колонисты действительно; по преданию, много терпели обид от татар. Но когда число русских колонистов увеличилось, тогда они дружными силами стали делать отпор татарам. Сначала татары отстаивали было древние свои права на места ими выбранные и вступали даже в рукопашный бой. Однажды схватка их с русскими колонистами очень жаркая кончилась в пользу русских. Много было побито татар, а оставшаяся часть спаслась бегством, в дальнюю глушь леса. Такими образом, последовало окончательное водворение русских в селение, нами описанном. А так как занятие пчеловодством от татар перешло к русскими, то название Бортсурманы от „Борт“ улья в лесу, и „Урман“ — лес, на всегда ими усвоено месту жительства».[3]
2. Деревенская легенда рассказывает о том, что в 19 веке крестьяне, доведенные до отчаяния тяжелой жизнью, на паперти новой каменной церкви убили управляющего помещика Пазухина, который жестоко угнетал крестьян. Разгневанный помещик Пазухин созвал крестьян и заявил им: "Ваше село было бусурманским (то есть татарским), так и останется. Отныне оно будет называться Бусурманами. Но земский съезд не утвердил этого названия, а дал название селу — Бортсурманы (борт Суры).

## «Святой колодец»
На западной стороне села в 100 саженях от дома помещика Шипилова есть колодезь под названием Святой. Вода в этом колодце чистая, свежая, глубина его не больше аршина. У жителей Бортсурман об этом колодце существует следующее предание. В старинное время, говорят на месте колодца стояла церковь, которая во время богослужения провалилась вместе с наполнявшим ее народом, при церкви было и кладбище, чему доказательством представляют жители то, что когда рыли фундамент под дом, то находили в земле кости человеческие. На месте провала церкви появился небольшой родник, который во время холеры въ 1847 г.был кем-то расчищен, и внутри обставлен бревенником. Так как родник явился на месте святости, то и назван он святым.